# كريشنا كوهلي
كريشنا كوماري كوهلي (السندية: ڪرشنا ڪماري ڪوھلي، الأردية: کرشنا کماری کوہلی؛ من مواليد 1 فبراير 1979)، والمعروف أيضًا باللقب كيشو باي، هي سياسية باكستانية وهي عضو في مجلس الشيوخ الباكستاني منذ مارس 2018. ثاني امرأة هندوسية تشغل هذا المنصب. وهي معروفة بحملاتها من أجل حقوق المرأة وضد السخرة. وتم اختيارها كواحدة ضمن قائمة بي بي سي 100 امرأة الأكثر تأثيرًا في عام 2018.